# Чистоводовский сельский совет (Харьковская область)
Чистоводовский сельский совет — входит в состав Изюмского района Харьковской области Украины.
Административный центр сельского совета находится в селе Чистоводовка.

## Населённые пункты совета
- село Чистоводовка